# شوما کوسوموتو
شوما کوسوموتو (انگلیسی: Shuma Kusumoto؛ زادهٔ ۱۲ سپتامبر ۱۹۹۲) بازیکن فوتبال اهل ژاپن است.